# Гілевешть
Гілевешть, Гілевешті (рум. Ghilăvești) — село у повіті Бакеу в Румунії. Входить до складу комуни Вултурень.
Село розташоване на відстані 237 км на північ від Бухареста, 24 км на південний схід від Бакеу, 86 км на південь від Ясс, 130 км на північний захід від Галаца, 148 км на північний схід від Брашова.

## Населення
За даними перепису населення 2002 року у селі проживали 250 осіб. Усі жителі села рідною мовою назвали румунську.
Національний склад населення села:
| Національність | Кількість осіб | Відсоток |
| -------------- | -------------- | -------- |
| румуни         | 243            | 97,2%    |
| цигани         | 7              | 2,8%     |